# 台鐵九號
台鐵九號，是英國埃文賽德發動機公司於1871年製造的六輪水櫃式蒸汽機車，重量達24.3公噸。該機車由台灣總督府於1901年自日本鐵道作業局（日本國有鐵道前身）引進，當時延續日鐵舊有編號編為7號在南部線使用。雖然並非台灣日治時期第一部鐵路蒸汽機車，但由於其構造較舊式，故於1906年編號重整時接續在清代台鐵舊有騰雲號在內的八部機車，重新編定為「台鐵九號」。
在運抵台灣之前，台鐵九號已經於日本運行多年，不但是台灣生產年代最為久遠的鐵路機車，也是亞洲現存最古老的火車之一，因此極具歷史意義。該機車於1925年退役，目前陳列於臺北市二二八和平紀念公園。

## 背景
1895年，台灣進入日治時期，由於戰亂等關係，鐵路機車數量不足；為因應台灣鐵路擴建的需求，除新購車輛外，台灣總督府還特別自日本蒐羅引進數輛中古/新品鐵路蒸汽機車加入台鐵營運。原本此型預定引進5號及7號2部，但因海難事故（鶴彥丸海難）導致一輛沉沒大海，故實際抵台只有7號1輛。此輛機車於1906年編號重整時改訂為「9號」。

## 服役
台鐵九號為英國Avonside廠於1871年製造的六輪水櫃飽和式蒸汽機車，在運抵台灣之前，曾於1872年～1895年間運行於東京—橫濱間的鐵路，為日本鐵路草創時期所引進的首批機車之一，不僅牽引一般客車提供客運服務，還曾經牽引日本天皇御用客車。
運抵台灣後，台鐵九號隨即投入鐵路營運，並於1908年縱貫線南段（彰化—打狗間）全線通車時擔負起南部鐵路運輸的任務，直至1925年止。

## 退休

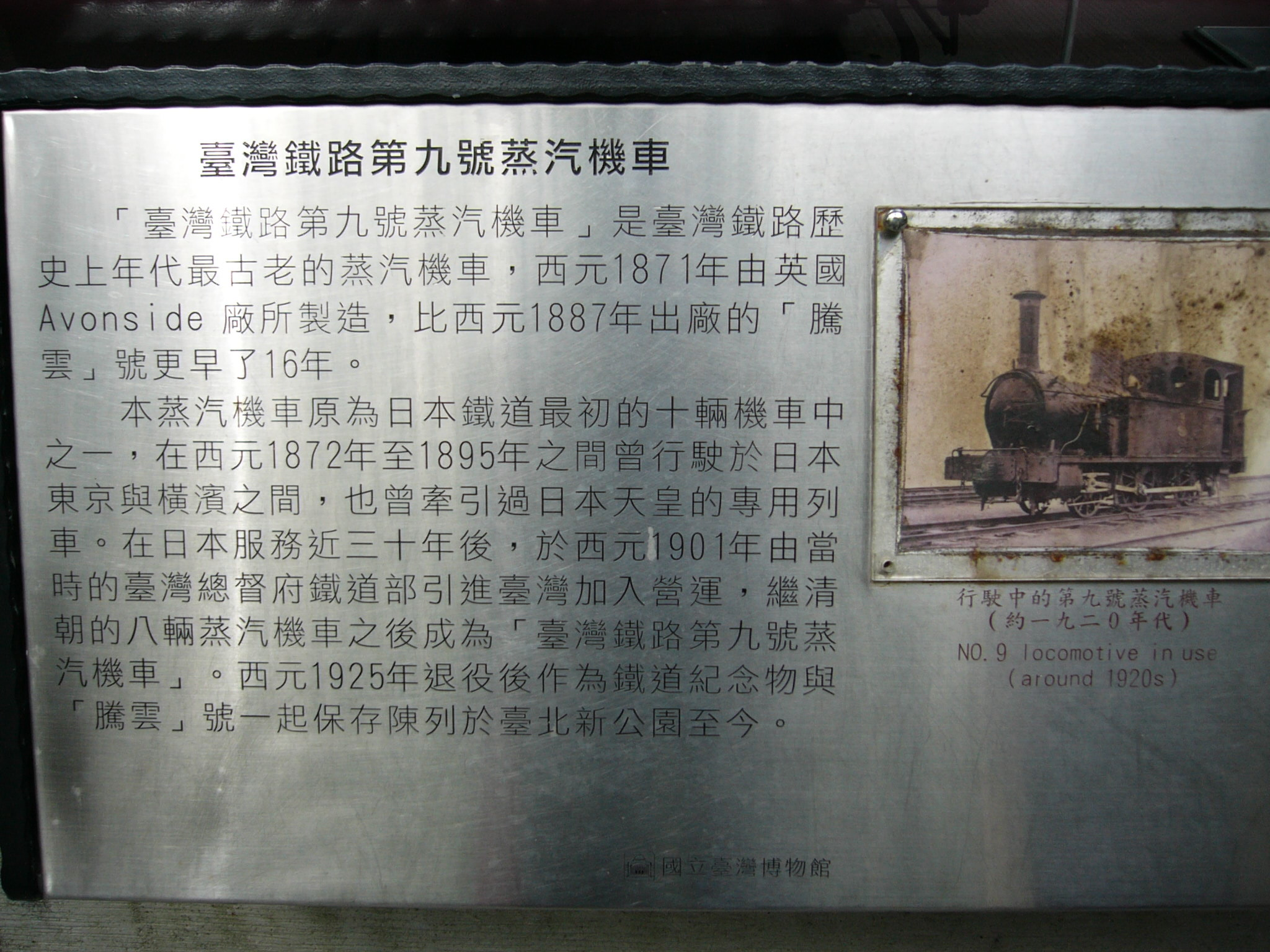
國立台灣博物館製作的台鐵九號解說牌

台鐵九號於1925年退役後，於1928年委由台灣總督府博物館（今國立台灣博物館）保存安置於臺北新公園（今二二八和平紀念公園）內作為靜態展示迄今。該展示區除了台鐵九號，尚有第一部在台灣運行的蒸汽機車「騰雲號」。